# 인성학교
인성학교(仁成學校)는 중국 상하이에 위치해있던 초등교육기관으로, 한국인 거류민들의 자제를 위한 학교였다.

## 배경
1876년 개항 이후 많은 사람들이 상하이로 이동했고 1910년 초부터는 상하이에 소규모의 한인 사회가 형성되었다. 1916년 약 200명의 거류민은 1917년 500여 명으로 증가했고 1918년 상하이고려교민친목회가 조직되기도 했다. 1919년 3·1운동으로 상하이에 임시정부가 세워진 이후에는 교민이 약 1,000명으로 증가했다. 이에 따라 이들 자녀들의 교육 문제가 대두되었다. 만주와 시베리아 지역에는 많은 학교가 설립되었으나 상하이에는 학교가 없어 외국학교에서 자신들의 자녀들을 교육시켜야 했다. 상하이에 한국인이 세운 교육기관은 1908년 대동보국회 상하이 지회가 대동학교를 설립하면서 최초가 되었으나 자금의 부족으로 1909년 폐교되었다. 후에 상하이 최초의 독립운동 단체인 동제사에서 1913년 박달학원을 설립했다. 이곳에서 신규식, 박은식, 신채호 등의 민족주의 사학자들은 이곳에서 역사와 지리를 가르쳤다. 이런 상황에서 1916년 가을 상하이 교회에서 여운형, 선우혁, 한진교, 김철 등이 민족교육기관을 설립할 것을 결의하였다.

## 역사

### 개교 초기
1916년 9월 1일 상하이에 위치한 교회 소속이자 상해한인기독교소학이라는 이름의 사립학교로 개교했으나 1917년 2월 쿤밍로 75번지로 옮겨 이름을 인성학교로 이름을 고쳤다. 1919년 6월 상해고려교민친목회에서 인수하여 임시정부에서 정한 교육 방침의 인성학교로 개편되었다. 초대 교장은 여운형이었으나 기본 재산과 소득이 없어 운영에 어려움을 겪었으며 학교를 이곳저곳으로 옮겨왔다. 학교의 운영을 위해 상하이의 교민들에게 기부금을 요청했으나 성공적이지 못했고 1920년부터 상해거류민단 안에 교육과와 학무위원회를 두어 재정난을 타계할 수 있도록 노력해오던 중 상하이의 교회에서 인성학교유지회를 두고 특별찬조자로 이동휘, 이동녕, 이시영, 안창호, 신규식, 남형우, 손정도 등을 선임하여 인성학교를 후원하기 시작했다.

### 여운홍 교장 취임 이후
교육목표는 지덕체를 바탕으로 자유덕성과 민족성을 배양하고자 했다. 이러한 목적에서 한국어와 한국사 교육에 치중했으며 교과서는 자체 제작해 사용했고 한국 내에서 전문학교나 중등학교를 졸업한 교사를 초빙해서 교육했다. 1919년 상하이의 대한민국 임시정부가 수립된 이후 거류민단에 소속되었다. 이때부터는 보습소를 설치하여 소학교를 졸업한 학생들이 중국의 상급학교로 진학할 수 있도록 영어, 수학, 한문 등을 가르쳤다. 임시정부의 교민친목회에서 학교를 인수한 이후인 1920년 여운형의 동생인 여운홍이 교장으로 취임하고 학교유지, 발전을 위한 기금을 모금했었다. 1924년에는 보습과가 강습소로 이름이 바뀌었으며 학교 건물 건축을 위해 성금을 모금하고 이를 한국 국내외의 인사들에게 전달하였다. 1926년에는 이렇게 모인 건축비로 건물을 이전했으며 1932년에는 유치원과 야간 학교도 설치되었다.

### 폐교 이후
상하이에서 윤봉길이 훙커우 공원 사건을 일으킨 이후로 임시정부가 상하이에서 이동하고 제국주의 일본의 요구로 프랑스 조계 당국의 간섭이 심해지면서 1935년 문을 닫았다. 1945년 이후에도 학교가 존속했으나 점차 학생의 수가 줄어 1975년 폐교했다. 현재 인성학교 터에는 학교의 흔적이 남아있지 않고 스타벅스 매장이 운영되고 있으며 1999년 개교한 상해한국학교가 인성학교를 계승한 학교이다.  상해한국학교는 인성학교를 계승한 학교에 맞게 매년 1월 '인성제'라는 큰 축제를 열고 '인성'이라는 제목의 책을 학생들에게 배포하여 인성학교의 정통성을 유지하고 있다.

## 주요 동문
- 연미당
- 안춘생

## 관련 자료
- 국사편찬위원회 한국사데이터베이스 -대한민국임시정부자료집
- 국가보훈처 공훈전자사료관 - 『독립운동사자료집』 13
- 국사편찬위원회 한국사데이터베이스 - 한국독립운동사자료 3 : 임정편